# Тодор Тодоров (генерал-майор, р. 1946)
Вижте пояснителната страница за други личности с името Тодор Тодоров.
Тодор Кинов Тодоров е български офицер, генерал-майор.

## Биография
Роден е на 8 август 1946 г. в ловешкото село Борима. Завършва Висшето народно военно училище във Велико Търново. Бил е командир на ОТР (оперативно тактическа ракета) в ОМСБ (отделен мотострелкови батальон) в двадесет и четвърта танкова бригада. На 3 май 1996 г. е удостоен със звание генерал-майор. На 26 юни 1996 г. е освободен от длъжността заместник-командващ Трета армия и назначен за командир на Трети армейски корпус. На 7 юли 2000 г. е удостоен с висше военно звание генерал-майор, освободен от длъжността командир на Трети армейски корпус и назначен за заместник-началник на Главния щаб на Сухопътните войски по операциите. На 6 юни 2002 г. е освободен от длъжността заместник-началник на Главния щаб на Сухопътните войски по операциите. Бил е общински съветник в Сливен.